# Aphnaeus orissanus
Aphnaeus orissanus är en fjärilsart som beskrevs av Moore 1884. Aphnaeus orissanus ingår i släktet Aphnaeus och familjen juvelvingar. Inga underarter finns listade i Catalogue of Life.